# 飯山竜太
飯山 竜太（いいやま りゅうた、1994年8月3日 - ）は、トップイースト-Bクリーンファイターズ山梨に所属するラグビー選手。

## プロフィール
- 茨城県出身[1]。
- ポジションはウィング(WTB)。
- 身長 176cm、体重 83kg

## 略歴
2013年、國學院久我山高校卒業後、帝京大学に入る。なお國學院久我山高校時代、高校日本代表候補に選ばれたことがある
2017年、帝京大学卒業後、NECグリーンロケッツ（現・NECグリーンロケッツ東葛）に加入。同年12月16日に行われたジャパンラグビートップリーグ第12節のキヤノンイーグルス戦に先発出場で公式戦初出場を果たす。
2022年、現役を引退した。
2023年、クリーンファイターズ山梨に加入して現役復帰。